# مالانووو ستاره
مالانووو ستاره (به لاتین: Malanowo Stare) یک روستا در لهستان است که در گمینا موخووو واقع شده‌است.